# Ceromella focki
Ceromella focki es una especie de arácnido  del orden Solifugae de la familia Ceromidae.

## Distribución geográfica
Se encuentra en Namibia.